# Jeandelaincourt
Jeandelaincourt település Franciaországban, Meurthe-et-Moselle megyében. Lakosainak száma 788 fő (2022. január 1.). Jeandelaincourt Arraye-et-Han, Belleau, Chenicourt, Létricourt, Moivrons, Nomeny és Sivry községekkel határos.

## Népesség
A település népességének változása:
| Lakosok száma | 874  | 717  | 668  | 686  | 802  | 801  | 811  | 795  | 787  | 788  |
|               | 1968 | 1982 | 1990 | 2006 | 2013 | 2015 | 2017 | 2019 | 2020 | 2022 |